# F-клас

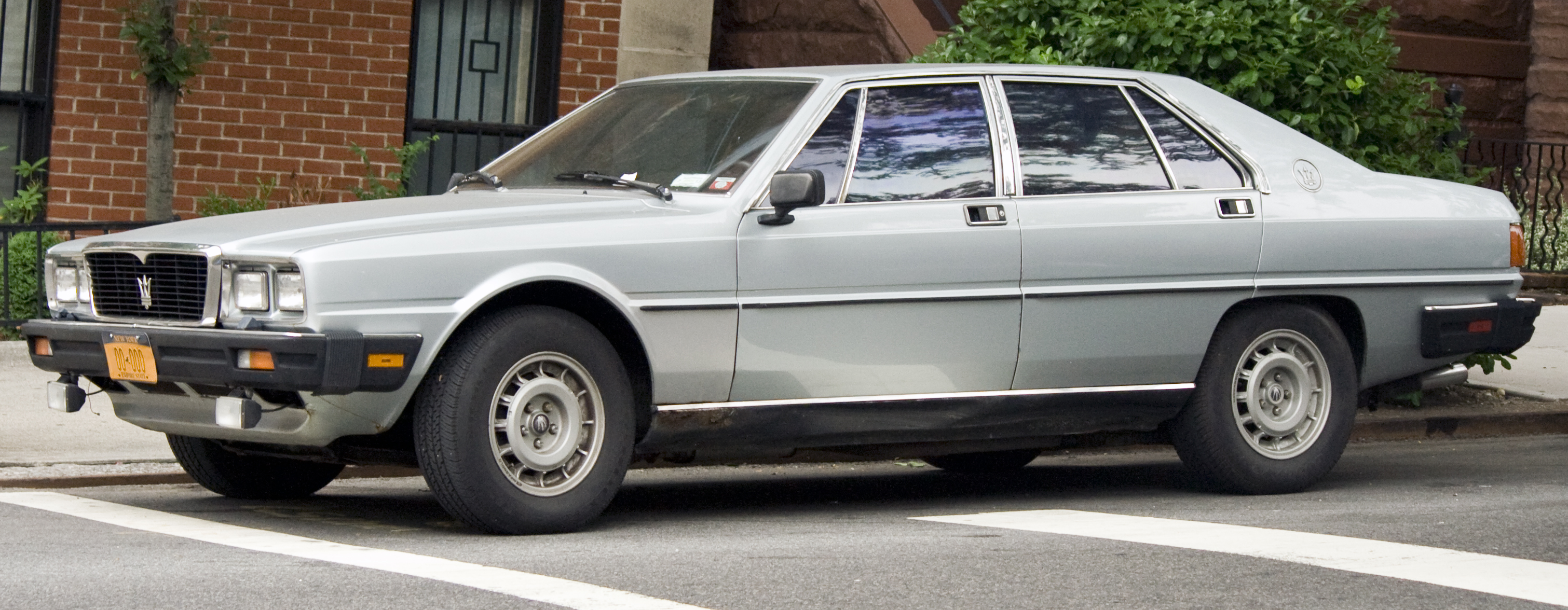
Maserati Quattroporte (1979–1990)

F-клас є найбільшим в європейській класифікації легкових автомобілів і завжди описується як "люкс-автомобіль".  Еквівалентними категоріями є повнорозмірні люкс-автомобілі (full-size luxury sedan) у Сполучених Штатах та люкс-лімузини (luxury saloon) у Сполученому Королівстві.

## Особливості
F-клас є нішевим на європейського ринку (приблизно 0,3%), а діапазон обмежений лише кількома моделями.  Найбільше автомобілів F-класу випускається в кузові седан, але деякі випускались також і у кузові універсал.
Варіанти з подовженою колісною базою для цих автомобілів є звичними, оскільки більшість з люксових функцій призначені для пасажирів на задньому сидінні. На деяких ринках (залежно від виробника) моделі з короткою колісною базою повністю виключаються, і продаються тільки варіанти з подовженою колісною базою.
Ультра люкс-автомобілі також включені у F-клас.

## Поточні моделі
У п'ятірку найбільш продаваних автомобілів F-класу в Європі входять Mercedes-Benz S-Class, BMW 7 Series, Porsche Panamera, Audi A8 та Jaguar XJ.

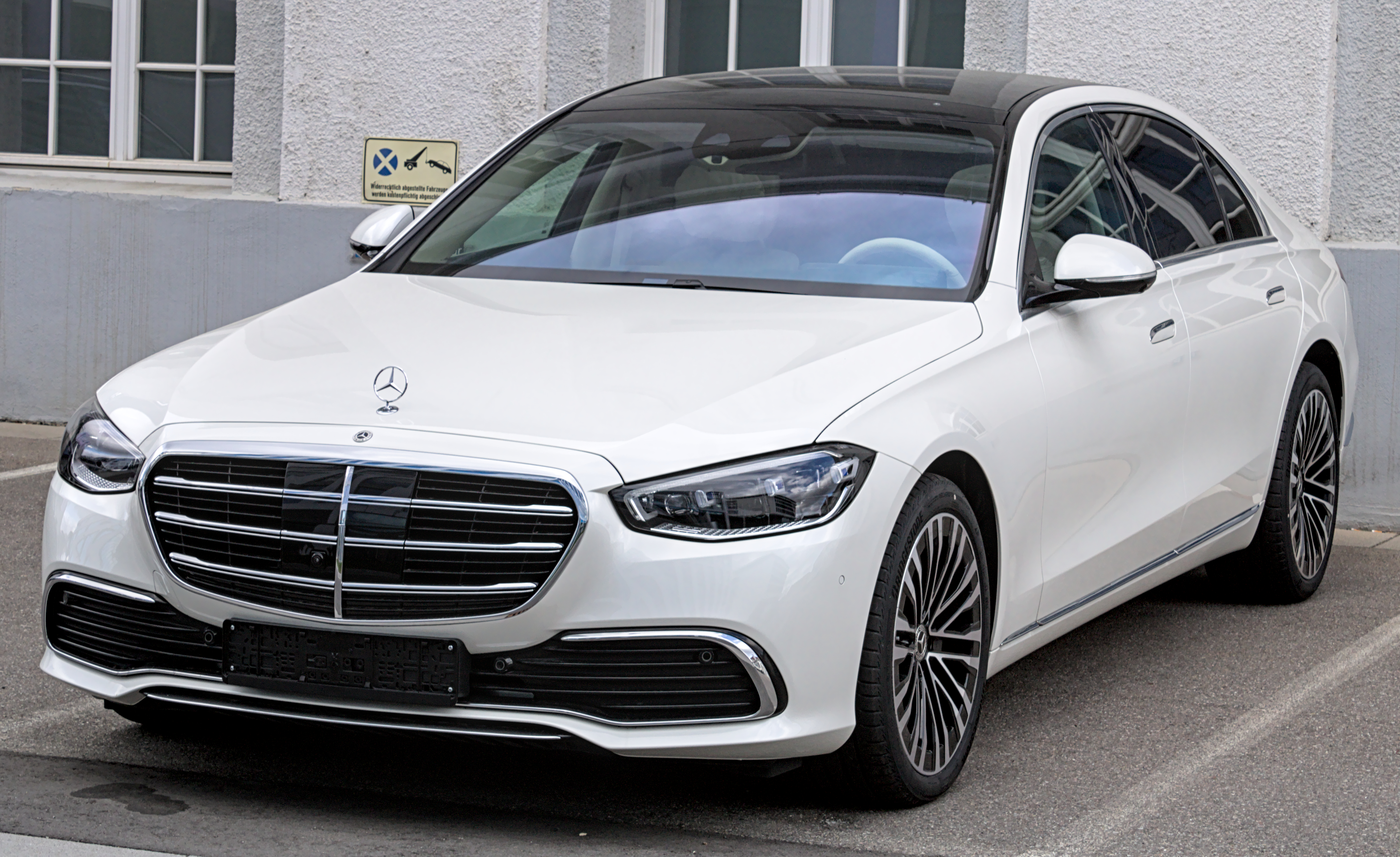
Mercedes-Benz S-Class Німеччина (1972-теперішній час)
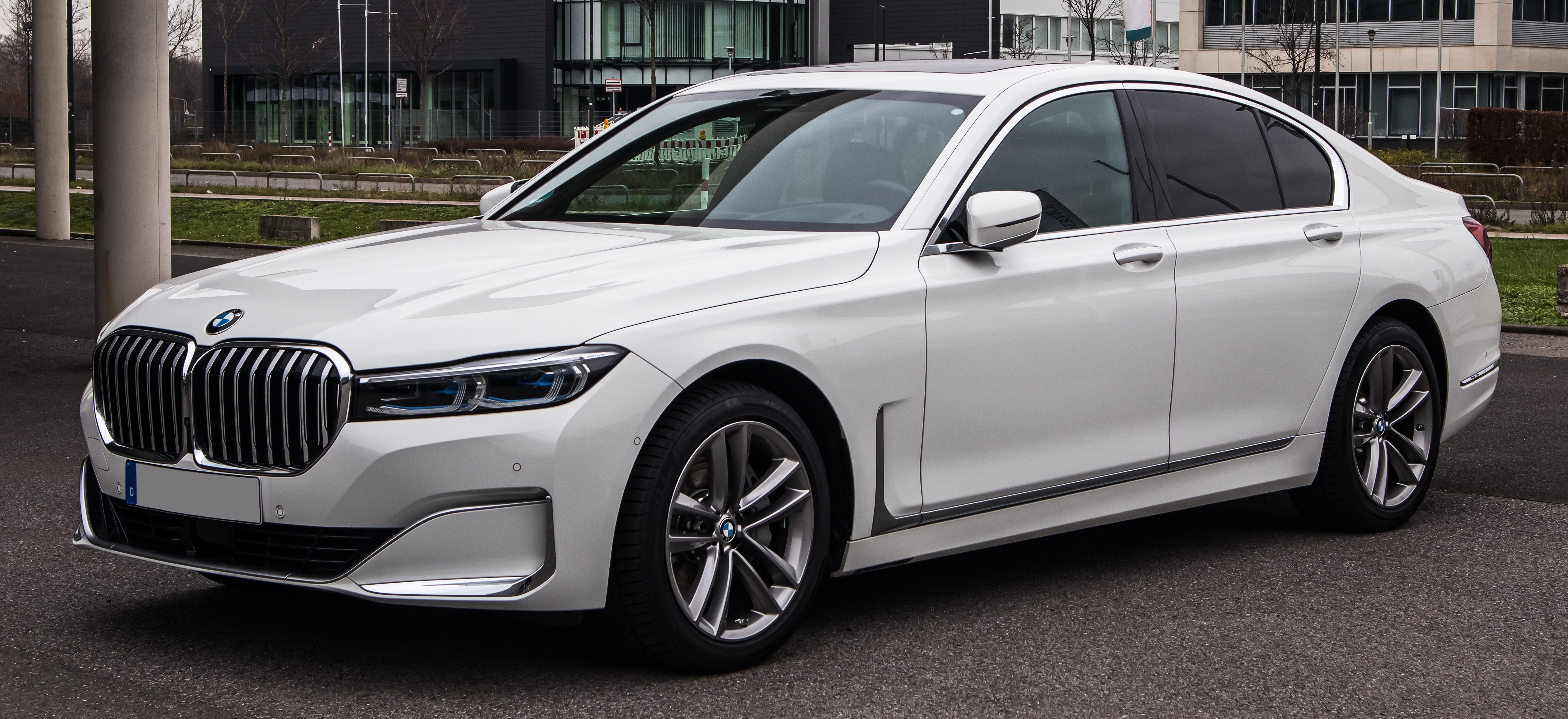
BMW 7 Series Німеччина (1977-теперішній час)
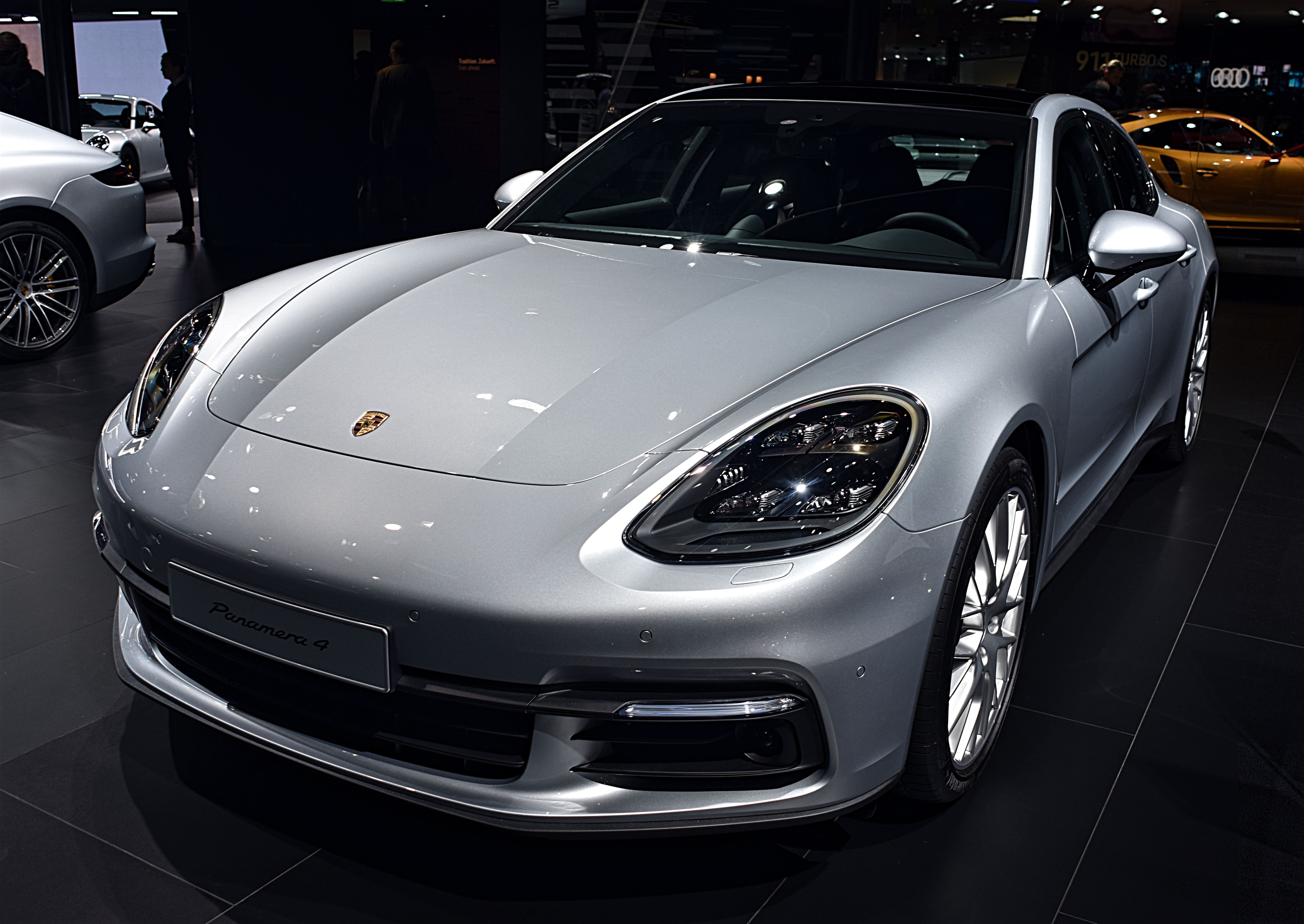
Porsche Panamera Німеччина (2010-теперішній час)
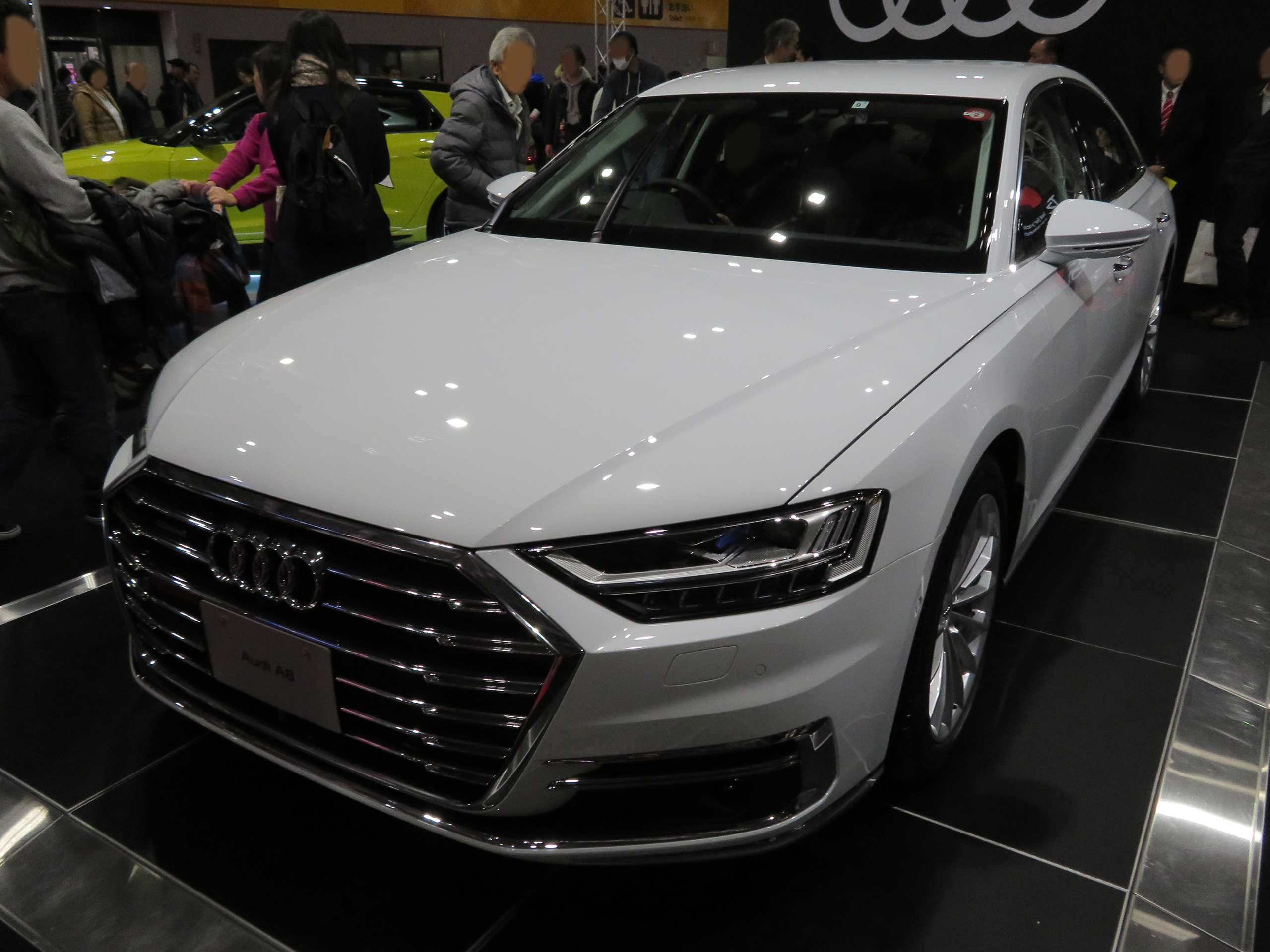
Audi A8 Німеччина (1994-теперішній час)
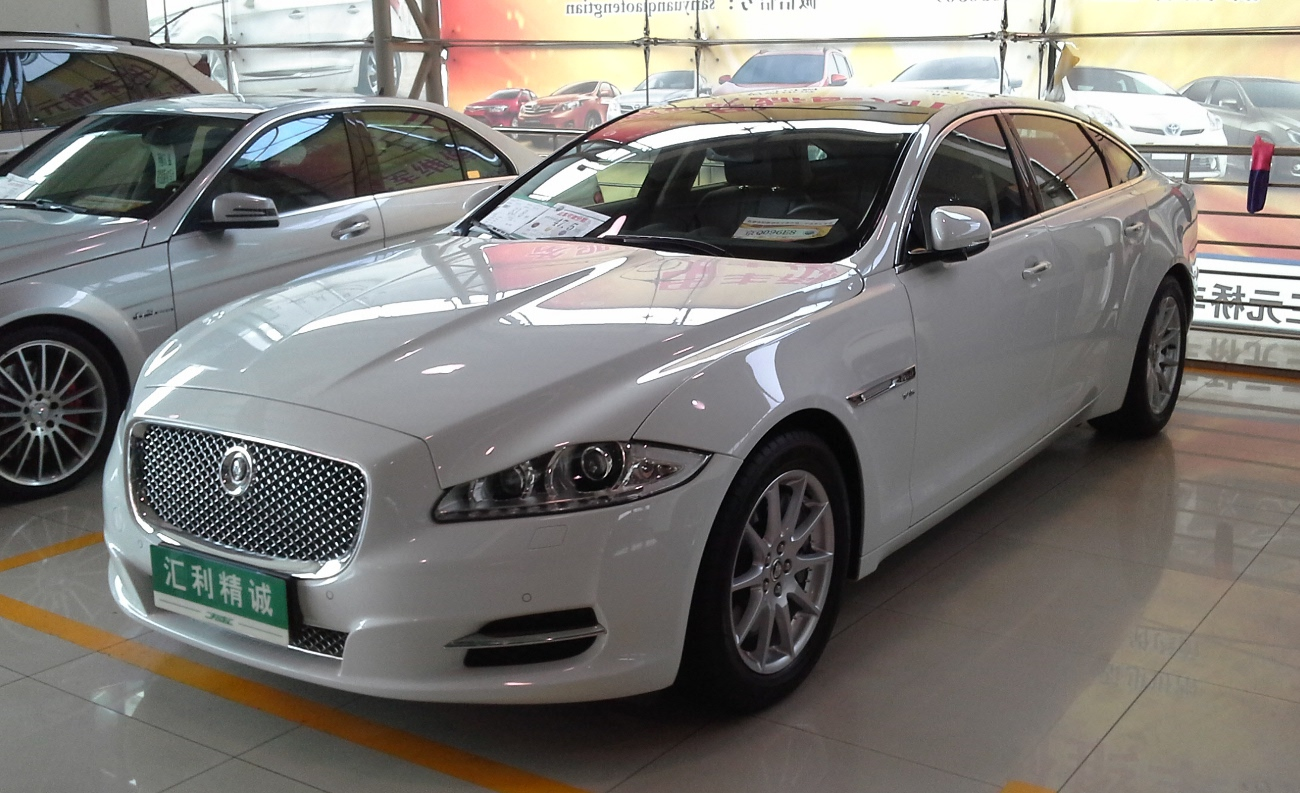
Jaguar XJ Велика Британія (1968-теперішній час)

## Див. Також
- Європейська класифікація легкових автомобілів
- Класифікація автомобільного транспорту
- Класифікація легкових автомобілів
- Бізнес-автомобіль